# عادل الصبيح
الدكتور عادل الصبيح ، (1953) مهندس وسياسي كويتي تقلد عدة مناصب وزارية في الفترة ما بين 1996 الي 2003 .

## السيرة الشخصية
الدكتور عادل خالد صبيح براك الصبيح سياسي ومهندس كويتي ، من مواليد دولة الكويت - القبلة عام (1953) حاصل على الدكتوراه في الهندسة الميكانيكية من جامعة كالولينا الشمالية من الولايات المتحدة الأمريكية.

## المناصب
- عمل في الفترة بين عامي 1976 – 1997 بالهيئة التعليمية في جامعة الكويت.
- نائب مدير قسم الأبحاث، وأثمرت أبحاثه عن عدة إصدارات وبراءتي اختراع.
- حاصل على شهادة البكالوريوس والماجستير في العلوم من (W.P.I.).
- حاصل علي شهادة الدكتوراه من جامعة كالولينا الشمالية من الولايات المتحدة الأمريكية عام 1983.
- وزير الصحة 1996 - 1998.
- وزير الكهرباء والماء 1999 - 2001.
- وزير الدولة لشؤون الإسكان 1999 - 2001.
- وزير الأوقاف والشؤون الإسلامية 1999 - 2001.
- وزير النفط 2001 - 2003.
- رئيس مجلس إدارة شركة الصناعات الوطنية من عام 2002 الي 2014 .
- الرئيس التنفيذي ونائب رئيس مجلس إدارة شركة الصناعات الوطنية منذ عام 2016.
- نائب رئيس مجلس إدارة شركة إيكاروس للصناعات النفطية.

## العضويات
- عضو الجمعية الأمريكية للمهندسين الميكانيكيين.
- عضو جمعية المهندسين الكويتية.
- عضو جمعية المعلمين الكويتية.

## وصلات خارجية
- مؤسسة البترول الوطنية نسخة محفوظة 21 مارس 2020 على موقع واي باك مشين.